# Philippine Airlines

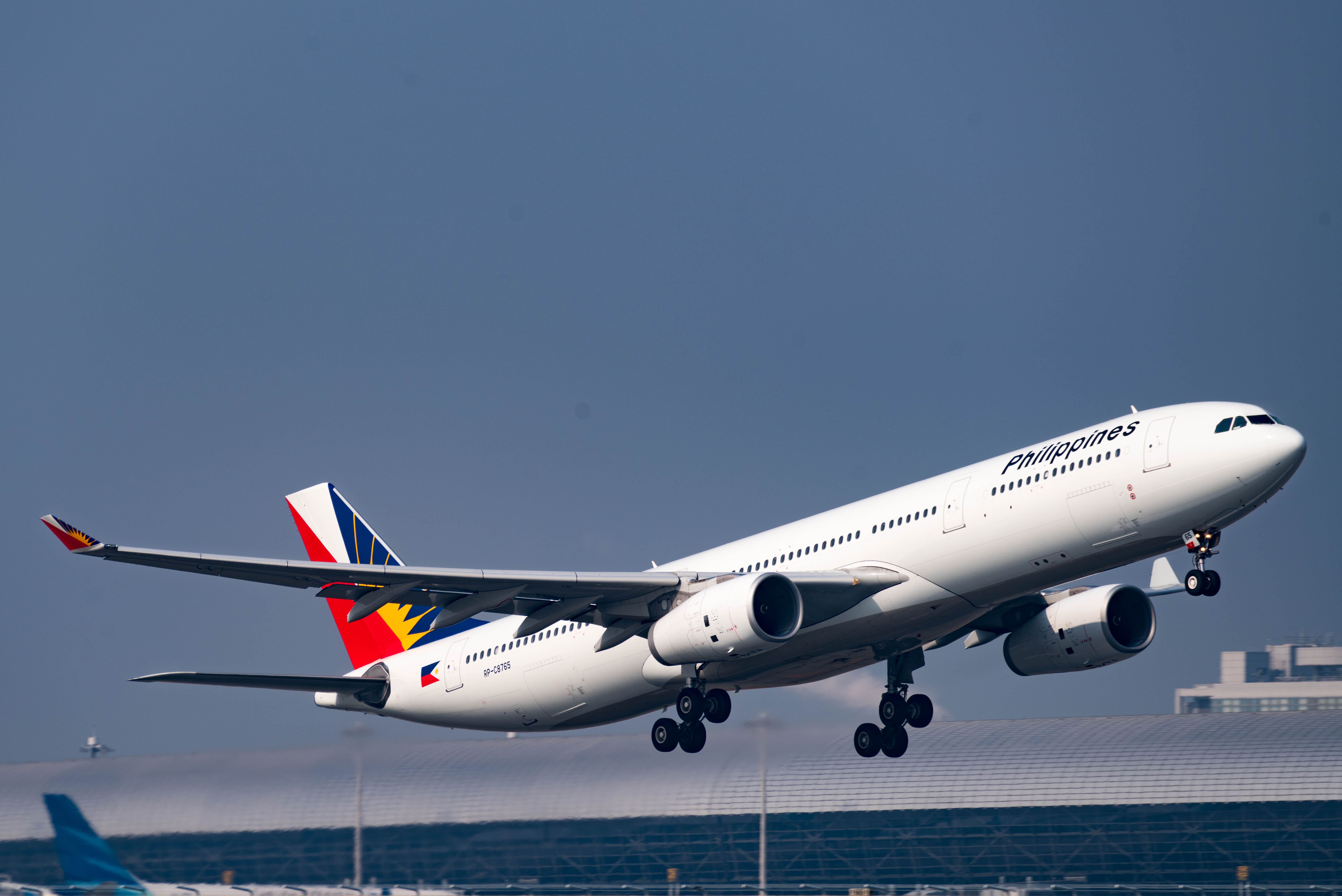
Airbus A330 linii na lotnisku Osaka-Kansai

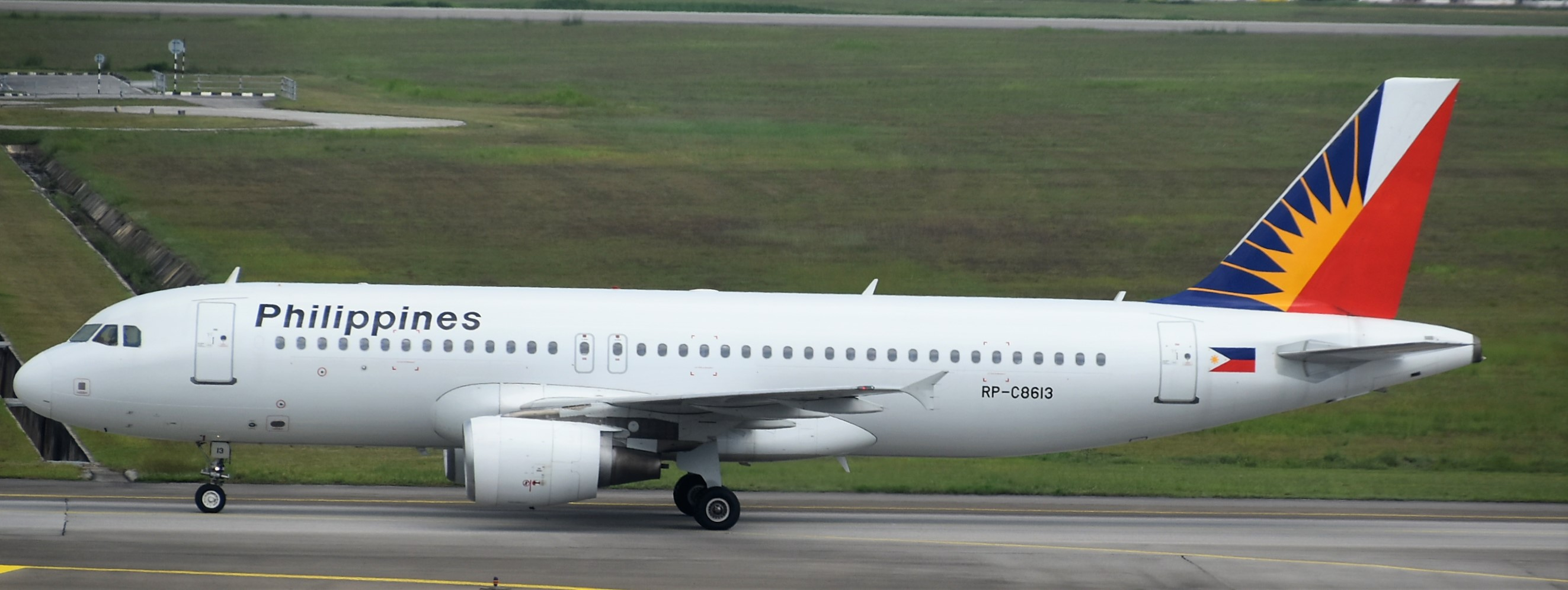
Airbus A320-200 Philippine Airlines w porcie lotniczym Kuala Lumpur

Philippine Airlines – filipińskie narodowe linie lotnicze z siedzibą w Pasay. Jest najstarszą linią lotniczą w Azji. Głównymi hubami są Port lotniczy Manila i Mactan-Cebu.
Agencja ratingowa Skytrax przyznała liniom cztery gwiazdki.